# Джеймс Вільямсон (піонер кіно)
Джеймс А. Вільямсон (8 листопада 1855 – 18 серпня 1933) — шотландський фотограф та ключовий член вільної асоціації ранніх піонерів кіно, яку французький історик кіно Жорж Садуль називав Брайтонською школою. Найбільш відомий завдяки фільму "The Big Swallow" (1901) із інноваційним використанням екстремального крупного плану, а також за стрічками "Fire!"  і "Stop Thief!"  (обидві 1901 року).   